# Traian, Ialomița
Traian este o comună în județul Ialomița, Muntenia, România, formată numai din satul de reședință cu același nume.

## Așezare
Comuna se află în nordul județului, la limita cu județul Brăila. Prin comună trece șoseaua județeană DJ211, care o leagă spre nord în județul Brăila de Roșiori, Zăvoaia și Bordei Verde (unde se termină în DN2B); și spre sud de Grivița.

## Demografie
Componența etnică a comunei Traian
     Români (73,76%)
     Romi (22,35%)
     Alte etnii (0%)
     Necunoscută (3,89%)
Componența confesională a comunei Traian
     Ortodocși (93,38%)
     Penticostali (2,56%)
     Alte religii (0,13%)
     Necunoscută (3,92%)
Conform recensământului efectuat în 2021, populația comunei Traian se ridică la 3.007 locuitori, în scădere față de recensământul anterior din 2011, când fuseseră înregistrați 3.168 de locuitori. Majoritatea locuitorilor sunt români (73,76%), cu o minoritate de romi (22,35%), iar pentru 3,89% nu se cunoaște apartenența etnică. Din punct de vedere confesional, majoritatea locuitorilor sunt ortodocși (93,38%), cu o minoritate de penticostali (2,56%), iar pentru 3,92% nu se cunoaște apartenența confesională.

## Politică și administrație
Comuna Traian este administrată de un primar și un consiliu local compus din 13 consilieri. Primarul, Georgian Corbu[*], de la Partidul Național Liberal, este în funcție din 1 noiembrie 2024. Începând cu alegerile locale din 2024, consiliul local are următoarea componență pe partide politice:
|  | Partid                    | Consilieri | Componența Consiliului | Componența Consiliului | Componența Consiliului | Componența Consiliului | Componența Consiliului | Componența Consiliului | Componența Consiliului | Componența Consiliului |
|  | ------------------------- | ---------- | ---------------------- | ---------------------- | ---------------------- | ---------------------- | ---------------------- | ---------------------- | ---------------------- | ---------------------- |
|  | Partidul Național Liberal | 8          |                        |                        |                        |                        |                        |                        |                        |                        |
|  | Partidul Social Democrat  | 5          |                        |                        |                        |                        |                        |                        |                        |                        |

## Istorie
Comuna a apărut pentru prima oară în 1931, prin separarea recent creatului sat Traian din comuna Smirna a județului Ialomița.
În 1950, comuna Traian a fost transferată raionului Slobozia din regiunea Ialomița și apoi (după 1952) din regiunea București. În 1968, comuna a revenit la județul Ialomița, dar a fost imediat desființată, satul ei component fiind arondat comunei Grivița. Comuna s-a reînființat în 2003.